# 帽子峰碉堡群
帽子峰碉堡群，位于中国广东省韶关市韶关市区东堤北路帽子峰，为韶关市的一个市、县级文物保护单位，类型为近现代重要史迹及代表性建筑，公布时间为2003年11月10日。
帽子峰碉堡群的历史年代为民国。